# Combination Head
Combination Head is een Britse band, die in 2006 met hun eerste muziekalbum komt. Frontman is toetsenist Paul Birchall. De stijl van de band is te omschrijven als een kruising tussen Camel, Emerson, Lake & Palmer uit hun beginjaren en Pink Floyd uit hun succesjaren. Het toetsenspel van Birchall heeft veel weg van dat van Keith Emerson en Peter Bardens. Eén van de eerste leden van de band was slagwerker Paul Burgess, die ooit bij Camel, maar ook bij bijvoorbeeld 10cc heeft gespeeld. De albums werden goed ontvangen binnen de groep van liefhebbers van de retro-symfonische rock.

## Discografie
- 2006: Combination Head
- 2008: Progress?